# Polystachya kiessleri
Espèce
Synonymes
- Dendrorchis coriscencis (Rchb. f.) Kuntze[2]
- Dendrorkis coriscensis (Rchb.f.) Kuntze[2]
- Polystachya bituberculata Kraenzl.[2]
- Polystachya kiessleri Schltr.[2]

Polystachya kiessleri Schltr. est une espèce d'Orchidées du genre Polystachya, endémique du Cameroun.

## Description
Polystachya kiessleri est petite herbe qui peut mesurer jusqu'à 20 cm de haut. Elle repose sur des pseudobulbes qui mesurent entre 1,5 et 2,5 cm. Ses feuilles sont de formes oblongues-elliptiques ou elliptiques et mesurent entre 3 et 8 cm de long et entre 0,4 et 2,5 cm de large. Ses inflorescences mesurent entre 4,5 et 12 cm de long et sont densément fleuries (entre 10 et 25 fleurs). Les fleurs de Polystachia kiessleri sont vert pâle ou jaune et possèdent des striures roses ou marron. De plus, les fleurs de Polystachia kessleri ont une odeur agréable.

## Habitat et distribution
Polystachya kiessleri est une plante épiphyte qui pousse dans la mousse sur les branches des arbres des forêts d'arbres à feuilles persistantes.

L'espèce n'est connue que par l'échantillon-type récolté par Schlechter en 1905 à la plantation de Moliwe, près de Limbé, à une altitude de 300 m.

## Synonymes
Polystachya kiessleri possèderait plusieurs autres synonymes : Polystachya coriscensis, Polystachya adansoniae et Polystachya setifera. Mais ce point ne fait pas l'unanimité.  D’après Szlachetko & Olszewski (2001), Polystachya kiessleri se distingue aisément de Polystachya coriscensis par la forme de son labelle.